# Artióm Kiouregkián
Artióm Kiouregkián (grec moderne : Αρτιόμ Κιουρεγκιάν), né Artiom Sarkisovitch Kioureghian (russe : Артём Саркисович Кюрегян, arménien : Արտյոմ Կյուրեղյան) le 9 septembre 1976 à Léninakan en RSS d’Arménie, est un lutteur grec d'origine arménienne spécialiste de la lutte gréco-romaine.

## Biographie
Lors des Jeux olympiques d'été de 2004 se tenant à Athènes, il remporte la médaille de bronze en combattant dans la catégorie des moins de 55 kg. Lors des Championnats d'Europe de lutte 2004, il remporte la médaille d'argent.